# 3322 Лідія
3322 Лідія (3322 Lidiya) — астероїд головного поясу, відкритий 1 грудня 1975 року.
Тіссеранів параметр щодо Юпітера — 3,390.